# Tegher (Aragatsotn)
Pour l’article homonyme, voir Tegher.
Tegher (en arménien Տեղեր) est une communauté rurale du marz d'Aragatsotn, en Arménie. Elle compte 245 habitants en 2009.
Le monastère de Tegher est situé non loin.